# Kapsiówka
Kapsiówka – część  wsi Podhorce w Polsce, położona w województwie lubelskim, w powiecie tomaszowskim, w gminie Tomaszów Lubelski.
W latach 1975–1998 Kapsiówka administracyjnie należała do województwa zamojskiego.